# Tazz
Tazz eller Peter Senerchia (født 11. oktober 1967) er en tidligere amerikansk wrestler, der i dag fungerer som kommentator. 
Som wrestler vandt han to gange verdensmesterskabet i sværvægt og en række andre titer.